# Olio di pongamia
L'olio di pongamia o olio di karanja, dal nome in lingua hindi della pianta, è un olio fisso derivato dai semi dell'albero Millettia pinnata originario dell'Asia tropicale e temperata. La millettia pinnata, nota anche come Pongamia pinnata o Pongamia glabra è comune in tutta l'Asia e quindi ha molti nomi diversi in diverse lingue, molti dei quali sono stati poi usati in inglese per descrivere l'olio di semi derivato.  Il nome pongamia è spesso usato come nome generico per l'albero ed è il nome del genere in cui era in passato collocato l'albero. Altri nomi per questo olio includono olio di honge, olio di kanuga e olio di pungai. I semi di Millettia pinnata contengono in peso un 25-40% di olio. L'olio che se ne ricava non è un olio edibile ma soprattutto applicato sulla pelle è stato lungamente considerato un rimedio tradizionale per varie problematiche.

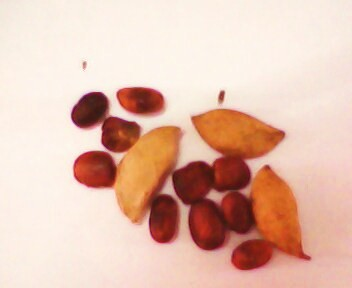
Baccelli e semi diMillettia pinnata

L'olio di pongamia viene estratto dai semi mediante scrematura a caldo, spremitura a freddo o estrazione con solvente. L'olio è di colore da giallo-arancio a marrone. È tossico e provoca nausea e vomito se ingerito. Ha un alto contenuto di trigliceridi e il suo sapore e odore sgradevoli sono dovuti a componenti flavonoidi molto amari tra cui karanjina, pongamolo, tannini e karanjachromene. Nell'utilizzo tradizionale è comparabile con l'olio di neem. 
Il suo nome INCI è: PONGAMIA PINNATA SEED OIL

## Coltivazione e raccolta
La Millettia pinnata è ora coltivata in tutto il mondo. Conosciuta in varie lingue come faggio indiano, pongam, karanja, honge, kanuga, pongu e naktamala, Tipicamente la pianta inizia a produrre baccelli dal quinto anno con i raccolti che aumentano ogni anno fino a stabilizzarsi intorno al decimo anno. I semi vengono generalmente raccolti in primavera, ogni seme pesa da circa 1,1 grammi a 2,4 grammi. La resa in semi per albero può variare da circa 10 chilogrammi a più di 50 chilogrammi per albero a seconda delle condizioni, con una media di 1500-1700 semi per chilogrammo. Storicamente i baccelli vengono rimossi dagli alberi battendo i rami con bastoni e vengono decorticati manualmente usando mazze o pietre o con semplici macchinari.
I componenti nutrizionali di base dei semi di Millettia pinnata possono variare a seconda della stagione e della maturità dell'albero, ma in generale sono i seguenti: 
| Componente   | Percentuale |
| ------------ | ----------- |
| Olio         | 25% - 40%   |
| Proteina     | 17% - 37%   |
| Amido        | 6% - 7%     |
| Fibra grezza | 5% - 7%     |
| Umidità      | 15% - 20%   |
| Cenere       | 2% - 3%     |

## Composizione
In tutti gli oli vegetali la composizione può variare in funzione della cultivar, delle condizioni ambientali, della raccolta, della estrazione e della lavorazione. Nel caso dell'olio di pongamia il grande numero di diverse varietà della pianta, la coltivazione in territori con condizioni climatiche diverse, il diverso grado di maturazione dei semi e le diverse lavorazioni e purificazioni in funzione dell'utilizzo finale, rendono i dati sulla composizione particolarmente disomogenei 
Tipicamente l'olio di pongamia è composto da gliceridi, soprattutto trigliceridi con la seguente distribuzione percentuae di acidi grassi: 
| Acido grasso | Nomenclatura delta | Percentuale sul totale degli acidi grassi |
| ------------ | ------------------ | ----------------------------------------- |
| palmitico    | 16:0               | 7,82–15,49                                |
| stearico     | 18:0               | 0,42–10,61                                |
| oleico       | 18:1Δ9c            | 34,34–74,58                               |
| linoleico    | 18:2Δ9c,12c        | 10,07–31,28                               |
| α-linolenico | 18:3Δ9c,12c,15c    | 0,16 - 7,27                               |
| arachidico   | 20:0               | 1,63 - 4,7                                |
| gadoleico    | 20:1Δ9c            | 2,5 - 12,4                                |
| beenico      | 22:0               | 2,96 - 10,6                               |
| lignocerico  | 24:0               | 1,1 - 3,5                                 |

Alcune analisi avrebbero identificato la presenza anche di acido erucico e acido hiragonico.
Le proprietà chimico-fisiche dell'olio di pongamia grezzo sono le seguenti: 
| Proprietà                 | Unità      | Valore    |
| ------------------------- | ---------- | --------- |
| Acidità                   | mg KOH / g | 4.0 - 12  |
| Valore calorico           | kcal / kg  | 8742      |
| Densità                   | g / cm 3   | 0,924     |
| Numero di iodio           | g / 100 g  | 86.5 - 87 |
| Numero di saponificazione | mg KOH / g | 184 - 187 |
| Peso specifico            |            | 0.925     |
| Insaponificabili          | % p / p    | 2.6 - 2.9 |
| Viscosità                 | mm 2 / sec | 40.2      |
| Punto di ebollizione      | ° C        | 316       |
| Punto di nebbia           | ° C        | 3.5       |
| Punto di fuoco            | ° C        | 230       |
| punto d'infiammabilità    | ° C        | 225       |
| Punto di scorrimento      | ° C        | -3.0      |

## Utilizzo
L'olio di pongamia è stato usato come olio per lampade, nella fabbricazione del sapone e come lubrificante. La sua tossicità, così come il suo colore, il sapore amaro e l'odore sgradevole, ne impediscono l'uso in cucina, ma ha un uso nella medicina tradizionale, soprattutto indiana per il trattamento di cheratiti, incontinenza urinaria, ulcera, reumatismi, leucoderma, lombalgia, scabbia, lebbra, bronchite, pertosse, malattie della pelle croniche, trattamento delle ferite, ipertensione e dolore al fegato.
Può essere usato come piscicida, veleno per pesci, poiché i metaboliti karanjina e pongamolo sono entrambi fortemente tossici per i pesci. 
L'olio crudo con un alto contenuto di flavonoidi può essere utilizzato come rimedio tradizionale, come repellente e come antimicrobico.
Sempre in funzione del contenuto di flavonoidi avrebbe un presunto effetto come filtro solare ma il suo utilizzo con questa funzione nei cosmetici UE ed USA è illegale. 
Vista l'abbondante produzione di semi per pianta è stato approfonditamente studiato come materia prima per biodiesel.
Il confronto degli esteri metilici di olio di pongamia con lo standard ASTM D6751 per i carburanti biodiesel mostra che l'olio di pongamia, una volta trasformato per abbassarne il punto di nebbia e di scorrimento rientra negli standard. 